# Arnulf Höscheler
Arnulf Höscheler   (1880 - 1917) fou un compositor alemany.
Va fer els seus estudis a Augsburg, Múnic i París, revelant-se com artista excepcional en el gènere religiós, especialment, amb una Missa choralis per a cor mixt i orquestra (1913), que fou molt elogiada. Va publicar una Missa en sol, per a orgue i cor, i un Pater Noster per cor mixt i orgue. Va compondre, entre altres obres de menor importància, un Te Deum, per a solo, cor i orquestra, i un Avemaria per a cor i orgue. També és autor de diversos inspirats lieder. El 1910 publicà u llibre titulat Reform der katholische Kirchenmusik.